# Bokermannohyla saxicola
Bokermannohyla saxicola es una especie de anfibios de la familia Hylidae. Es endémica de Brasil.
Está amenazada de extinción por la destrucción de su hábitat natural. usually more than 800 meters above sea level.
Esta rana mide 5.0 a 5.4 cm de largo.
Sus hábitats naturales incluyen praderas montanas casi siempre a más de 800 m s. n. m. (metros sobre el nivel del mar).  Vive en Serra do Espinhaço y Serra de Cipó. La hembra pone sus huevos en arroyos con fondos rocosos. En estas montañas, los arroyos no suelen permanecer rocosos ya que discurren por debajo de los 800 metros. Solo unos pocos arroyos rocosos se extienden por debajo de los 800 metros. Las únicas veces que los científicos han registrado esta rana por debajo de los 800 ha sido en este tipo de arroyos. Los renacuajos tardan unos cinco meses en crecer.
El análisis genético ha demostrado que esta rana se convirtió en su propia especie hace unos 6.1 millones de años. Esta especie tiene cuatro poblaciones genéticamente distintas, y cada una vive en una montaña diferente.